# Sexuell verfügbar
Sexuell verfügbar ist eine 5-teilige deutsche Miniserie aus dem Jahr 2024, die auf dem gleichnamigen autobiografischen Sachbuch von Caroline Rosales basiert.  Das Drehbuch schrieb die Creatorin Caroline Rosales gemeinsam mit Timon Karl Kaleyta, Regie führte Ulrike Kofler, Produzent war Benjamin Herrmann. Die Weltpremiere fand am 5. März 2024 in Berlin statt. In Deutschland erfolgte die reguläre Veröffentlichung am 8. März 2024 in der ARD Mediathek.

## Handlung
Die 41-jährige Regisseurin Miki steht vor einem Abgrund. Sie soll den Investor, Familienvater und Zufalls-Lover August von Modersohn vergewaltigt haben. Die Tatwaffe: ein handelsüblicher Strap-On. Aus dem Gefängnis ruft Miki ihren Jugendfreund Ben an, der mittlerweile Rechtsanwalt ist. Ben holt Miki auf Kaution aus der U-Haft und fährt sie nach Hause zu ihren zwei Kindern und ihrem Toyboy-Lover Heini. Alte Liebe rostet nicht: Ben hat sofort wieder ein Faible für sie. Aber er muss feststellen: Seine Freundin von damals ist eine andere geworden – lebenslustiger, freier, unabhängiger. Er übernimmt ihren Fall. Doch Miki macht es sich und ihm schwer, ihr zu helfen. Sie provoziert, diskutiert und positioniert sich als Maskuline. Doch nicht nur die Vergewaltigungs-Anklage macht Miki zu schaffen: Ihr Ex-Mann Manuel will ihr das Sorgerecht für die beiden gemeinsamen Kinder Lilo und Max entziehen. Und es gibt noch mehr Hindernisse: Ihr Vater Bernd nistet sich bei ihr ein, ihre Mutter Isabelle geht mit Mikis Lover Heini feiern, Mikis Sohn Max ist in der Schule Mobbing ausgesetzt und ihr Chef Heiko will, dass sie für ihn Rapvideos, Pornos und riskante Werbespots dreht. In der Nacht begegnen ihr die Geister von Lilo Wanders, Lady Bitch Ray, Ines Anioli und Bens Schwester Bianca in ihrem Badezimmer und reden ihr mehr oder weniger hilfreich zu. Beim Gerichtsprozess schließlich wendet sich das Blatt, als Heini überraschend Mikis Verteidigung übernimmt.

## Produktion
Sexuell verfügbar ist eine Produktion der Majestic Filmproduktion im Auftrag der ARD Degeto für die ARD, in Koproduktion von Dor Film und Viafilm, gefördert mit Mitteln von Medienboard Berlin-Brandenburg und FISAplus.
Gedreht wurde vom 7. Juni bis 20. Juli 2023 in Berlin.

## Kritik
Rainer Tittelbach von tittelbach.tv lobt die schauspielerische Leistung von Laura Tonke und urteilt: „eine atemberaubende, aber nie atemlose Revue weiblicher Erfahrungen und Rollenbilder, immer wieder aufregend angereichert mit historischem Doku-Material im Vintage-Look. [...] Die Macherinnen unterlaufen dabei Sehgewohnheiten, zeigen Genre-Mustern den Stinkefinger und sind so direkt, offen, die Frauenfrage und das Sex-Ding sprichwörtlich am Schwanz packend, wie man es in der TV-Fiktion hierzulande so noch nicht gesehen hat.“
Für Rebecca Spilker von der taz ist Sexuell verfügbar eine witzige, gut konzeptionierte Serie über Genderklischees. Die Hauptfigur sei eine Frau, die sich „ständig gegen Konventionen und Rollenbilder wehrt und dabei im Grunde genau das für sich reklamiert, was Männer seit Jahrhunderten ungebremst ausleben: sexuelle Freiheit, berufliche und finanzielle Unabhängigkeit und trotzdem: Elternschaft“, nur dass der Rollenkonsens des sozialen Umfelds dies für Miki eben nicht akzeptiert.
Auch Heike Hupertz von der FAZ bespricht die Serie positiv und meint, sie sei nicht zufällig am Weltfrauentag in der ARD-Mediathek erschienen, kritisiert aber die späte Sendezeit der TV-Ausstrahlung (kurz vor Mitternacht). Die Story sei „eine kunterbunte, anrührende, manchmal bis zum Speien überdeutliche Groteske der Geschlechterverhältnisse.“